# Суонвилл (город, Миннесота)
Суонвилл (англ. Swanville) — город в округах Моррисон,Тодд, штат Миннесота, США. На площади 1,3 км² (1,3 км² — суша, водоёмов нет), согласно переписи 2002 года, проживают 351 человек. Плотность населения составляет 267,9 чел./км².
- Телефонный код города — 320
- Почтовый индекс — 56382
- FIPS-код города — 27-63778[1]
- GNIS-идентификатор — 0652916[2]